# Semtex
Semtex je plastični eksploziv opće namjene koji sadrži heksogen (RDX) i pentrit (PETN). Koristi se za civilne svrhe miniranja i demoliranja (gospodarski eksploziv) te za određenu vojnu uporabu. Izumio ga je češki kemičar Stanislav Brebera 1964. godine.
Eksploziv je postao iznimno popularan među teroristima jer ga se vrlo teško može otkriti. Primjer tome bio je Pan Amov let 103 tijekom kojeg su libijski teroristi upotrijebili Semtex za rušenje putničkog zrakoplova Boeing 747 iznad škotskog mjesta Lockerbie.
Osim Semtexa, među teroristima je popularan i eksploziv koji je mješavina TNT-a i PETN-a zbog osjetljivosti kapice (kapsule) detonatora. Ipak, teroristi nemaju mogućnost nabave sofisticiranih detonatora koji bi detonirali kapicu Semtexa.

## Povijest
Semtex je 1964. izumio češki kemičar Stanislav Brebera koji je radio u čehoslovačkom Državnom institutu za kemijsku industriju. Eksploziv je dobio ime po Semtinu, predgrađu češkog grada Pardubice u kojem je Semtex prvi puta proizveden 1964. godine. Sam institut je kasnije promijenio ime u Explosia.
Eksploziv je veoma sličan drugim plastičnim eksplozivima, posebice C-4 u smislu lake svitljivosti. Također, otporan je na vodu te je upotrebljiv na većem temperaturnom rasponu od -40 do +60 °C. Ovisno o vrsti bojila, Semtexova boja može varirati od crvenkasto smeđe ili crvenonaranđaste pa do crvene boje dok je Semtex 2P smeđe boje.

## Primjena
Nakon što je izumljen, novi eksploziv se izvozio u velikoj mjeri. Prvi strani korisnik bio je Sjeverni Vijetnam kojem je dostavljeno 14 tona tijekom Vijetnamskog rata. Ipak, najveći pojedinačni kupac bila je Libija kojoj je preko praške posredničke tvrtke Omnipol dostavljeno 700 tona eksploziva u razdoblju od 1975. do 1981. godine. Međutim, nakon pada komunizma u Čehoslovačkoj, novi predsjednik Vaclav Havel je dao na uvid dokumentaciju po kojoj je vidljivo da je u Libiju izvezeno 900 tona Semtexa. Također, dodatnih 1.000 tona je prodano nestabilnim državama kao što Sjeverna Koreja, Iran, Irak i Sirija.
Od terorističkih skupina, Semtex su primjenjivali islamski militanti na Bliskom istoku dok su ga u Sjevernoj Irskoj koristili Privremena irska revolucionarna armija i Irska narodnooslobodilačka vojska. Najpoznatiji teroristički čin koji je napravljen pomoću Semtexa bilo je rušenje Pan Amovog putničkog zrakoplova Boeing 747 iznad mjesta Lockerbie u Škotskoj 21. prosinca 1988. Bivši libijski političar i Gaddafijeva desna ruka, Musa Kusa, koji je pobjegao u London tijekom Građanskog rata u Libiji 2011., optužen je na sudu u Washingtonu da je jedan od šestorice Libijaca koji su IRA-i tijekom 1980-ih dopremili eksploziv Semtex.
Upravo je povezanost tog eksploziva s teroristima bio razlog pada njegovog izvoza. Tako su se postrožili uvjeti izvoza Semtexa dok njegov izvoz od 2002. godine nadgleda češka Vlada. Tako primjerice godišnja proizvodnja tog eksploziva od 2001. iznosi deset tona, većinom za domaću uporabu. Također, Češka je potpisivanjem međunarodnih sporazuma promijenila i tehnološki proces izrade samog eksploziva. Tako je smanjen njegov rok trajanja s deset na pet godina.
25. svibnja 1997. je znanstvenik Bohumil Sole koji je često tvrdio da je bio dio tima koji je zaslužan za izum Semtexa, privezao uz sebe eksploziv te je počinio samoubojstvo u toplicama u Jeseníku. U eksploziji je ozlijeđeno dvadeset ljudi o čega šestero teže. Sam Sole je bolovao od kliničke depresije. Prema navodima proizvođača Explosije, Sole nije bio član tima koji je razvio Semtex.

## Sastav Semtexa
| Smjesa                                               | Semtex 1A                                | Semtex H                                 | Semtex 2P   |
| ---------------------------------------------------- | ---------------------------------------- | ---------------------------------------- | ----------- |
| PETN                                                 | 76%                                      | 40,9%                                    | 58,45%      |
| RDX                                                  | 4,6%                                     | 41,2%                                    | 22,9%       |
| SBR kao vezivno sredstvo                             | 9,4%                                     | 9%                                       | 9,2%        |
| N-oktil ftalat ili tributil citrat kao plastifikator | 9%                                       | 7,9%                                     | 8,45%       |
| N-fenil-2-naftalamin kao antioksidans                | 0,5%                                     | 0,5%                                     | 0,5%        |
| Bojilo                                               | 0,5%                                     | 0,5%                                     | 0,5%        |
| Vrsta bojila i boja                                  | Sudan IV (od crvenkasto smeđe do crvene) | Sudan I (od crveno-naranđaste do crvene) | ??? (smeđa) |

## Vanjske poveznice
- Ten mistakes in causa Semtex®